# Force européenne démocrate
De Force européenne démocrate (FED, Nederlands: Democratische en Europese Kracht) is een politieke partij in Frankrijk die op 10 juli 2012 door Jean-Christophe Lagarde werd opgericht en deel uitmaakt van de Union des démocrates et indépendants UDI, die centrumrechts is. Lagarde, die van 2012 tot 2015 leiding gaf aan de FED is sinds 2014 voorzitter van de UDI.
De partij is de politieke erfgenaam van de christendemocratische fractie binnen de Union pour la démocratie française (UDF).

## Geschiedenis

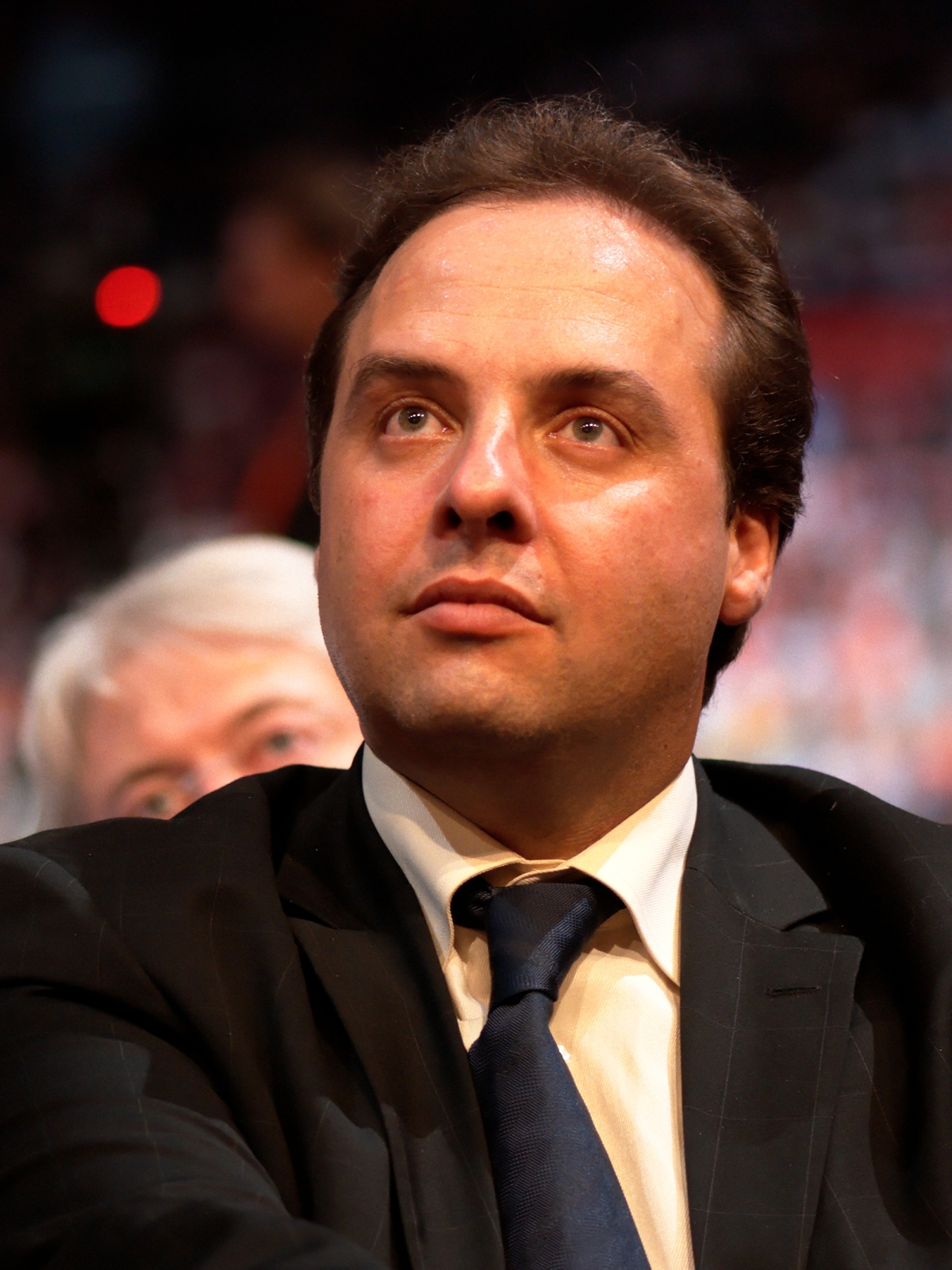
Jean-Christophe Lagarde

De in 1976 opgerichte christendemocratische partij Centre des démocrates sociaux CDS was de directe voorloper van de FED. De CDS maakte sinds 1978 deel uit van de centrum Union pour la démocratie française en fuseerde in 1995 met de eveneens tot de UDF behorende Parti social-démocrate PSD. De nieuwe gefuseerde partij kreeg de naam Force démocrate FD die sinds 1998 de christendemocratische en sociaalliberale fractie binnen de UDF vormden. Met de opheffing van de UDF in 2007 belandden de verschillende christendemocraten en sociaalliberalen bij de verschillende partijen die zich als opvolgers van de UDF beschouwden zoals de Mouvement démocrate MoDem van François Bayrou of het Nouveau Centre NC van Hervé Morin. De afgevaardigde Jean-Christophe Lagarde die tot het Nouveau Centre behoorde was het niet eens met de koers die Morin voerde, trad na de presidentsverkiezingen van 2012 uit het Nouveau Centre en richtte op 10 juli 2012 de Force européenne démocrate op. Lagarde en de afgevaardigden die hem volgden sloten zich bij fractie van de Union des démocrates et indépendants in de Nationale Vergadering aan en in de Senaat werden de leden die zich bij de FED aansloten lid van de UDI Union Centriste.
De Force européenne démocrate was in september 2012 een van de partijen die de Union des démocrates et indépendants UDI oprichtten. Andere partijen waren het Nouveau Centre en de Alliance centriste. Lagarde werd op 13 november 2014 tot de nieuwe voorzitter van de UDI gekozen, hij volgde Jean-Louis Borloo op.
Op het partijcongres van de FED van 27 juni 2015 werd Hervé Marseille tot de nieuwe partijvoorzitter gekozen.

## Ideologie
De Force européenne démocrate is een centrumrechtse politieke partij met een duidelijk christendemocratisch en liberaal profiel. De parlementariërs die de FED in het parlement van Frankrijk vertegenwoordigen zijn van christendemocratische, centristische of sociaalliberale huize.
De partij streeft naar een federaal Europa en voorstander van de  Europese Unie.
Kernwaarden van de Force européenne démocrate zijn:
- humanisme
- gelijke kansen
- solidariteit
- sociale rechtvaardigheid
- hervorming van de staat
- vermindering van de staatsschuld
- duurzame ontwikkeling[1]

## Zetelverdeling in het Franse parlement
Er zijn voor de Force européenne démocrate drie leden in de Assemblée nationale en vier in de Senaat actief.

### Nationale Vergadering
- Jean-Christophe Lagarde, sinds 2002
- François Rochebloine, sinds 1993
- André Santini, sinds 2009

### Senaat
- Vincent Capo-Canellas, sinds 2011
- Hervé Marseille, sinds 2017
- Michel Mercier, sinds 2014
- Yves Pozzo di Borgo, sinds 2004

## Jeugdafdeling
De jeugdafdeling van de FED draagt de naam Jeunes forces démocrates JFD en maakt integraal deel uit van de UDI Jeunes, de jeugdafdeling van de Union des démocrates et indépendants.